# Psychotria faucicola
Psychotria faucicola är en måreväxtart som beskrevs av Karl Moritz Schumann. Psychotria faucicola ingår i släktet Psychotria och familjen måreväxter. Inga underarter finns listade i Catalogue of Life.